# Gregorio II el Martirófilo
Gregorio II el Martirófilo (en armenio: Գրիգոր Բ. Վկայասէր) fue el Catholicos de la Iglesia Apostólica Armenia entre 1065 y 1105.

## Origen
Gregorio nació bajo el nombre de Vahram como hijo del Gregorius Magistratus, miembro de la familia principesca Pahlavuni y Doux de Edesa, además de erudito. Vahmram se había dedicado a la literatura desde muy joven y ocupó el puesto de su padre durante algún tiempo tras la muerte de éste en 1059. Según Mateo de Edesa, Vahram estaba casado y era un "hombre bien disciplinado, virtuoso, versado en retórica y en el Antiguo y Nuevo Testamento de Dios. Algún tiempo después de 1059, renunció a su cargo e ingresó en un monasterio. Su cognomen, el Martirófilo, procede de su recopilación de las memorias de los mártires cristianos.

## Catholicos
A la muerte de Khachig II, el Bizantinos había esperado dejar a Armenia sin catholicos para siempre, parte de un esfuerzo para someterlos como pueblo y asimilarlos al rito griego. Sin embargo, María, hija del rey Gagik-Abas de Kars, era una de las favoritas de la emperatriz bizantina Eudoxia Macrembolita y obtuvo por su influencia el permiso para ocupar el puesto vacío. Una reunión del clero eligió pontífice en 1065 a Gregorio el Mártir, hijo de Gregorius Magistratus. En su elección cambió su nombre original de Vahram por el de Gregorio en honor a Gregorio el Iluminador. 
El ejército bizantino invadió de nuevo y Gregorio abdicó en 1071 al no poder evitar estos problemas. Nombró sucesor al monje Jorge Lorensis y se retiró a una montaña en los alrededores de Tarso. Sin embargo, el pueblo armenio seguía considerándole pontífice y le pedían consejo. Lorensis se ofendió por ello y tomó medidas imprudentes como respuesta, momento en el que el clero se reunió en el retiro de Gregorio y depuso a Lorensis. Había reinado durante dos años y Gregorio reasumió el cargo oficialmente. En esta misma época, un monje llamado Sarkis ejerció el control en su región local como pontífice y fue sucedido por Teodoro, pero la Iglesia armenia no considera canónigos ni a estos dos ni a Lorensis. Poco después de recuperar su posición como pontífice hacia 1074, Gregorio hizo una visita a Ani, que en ese momento estaba en manos de la Turcos selyúcidas y residió allí unos meses. Después regresó a su país y escribió una carta al papa Gregorio VII, que le respondió amistosamente. En 1074, Gregorio II viajó a Constantinopla y luego supuestamente a Roma para visitar al Papa. Esto es, sin embargo, impugnada debido a la falta de pruebas de las relaciones armenio-latino romano y es más probable que Gregorio envió a un sacerdote a Roma en su nombre. Después de unos meses, Gregorio II peregrinó a Jerusalén y luego se fue a Menfis, Egipto, donde vivió durante un año. Nombró prelado en Menfis a un sobrino suyo, Gregorio, y finalmente regresó a su patria.
Con Gregorio II viviendo en Tarso, los armenios orientales se consideraron sin pontífice y obtuvieron su sanción para elegir a su sobrino, Parsegh obispo de Ani, como pontífice. Dos años más tarde, Philaretos Brachamios, un caudillo armenio que controlaba la zona alrededor de Edesa, Melitene y Antioquía, invitó a Gregorio a trasladarse a Marash para tener un catholicos bajo control para sus tierras. Gregorio II se negó pero sugirió a Philaretos que eligiera a Pablo, abad de Varagavank, como catholicos de esta región. Esto significa que ahora había cuatro pontífices de la iglesia armenia: Gregorio II en la región del Monte Tarso, su sobrino Parsegh en Ani para los armenios orientales, el ya mencionado Teodoro y Pablo en Marash. Había mucha enemistad entre ellos y la causa de mucha confusión. Pablo lo vio así y decidió renunciar a su sede y retirarse a su convento, momento en el que la nación en general reconoció como pontífice sólo a Gregorio II, con Parsegh como su lugarteniente. En 1087 Parsegh depuso a Teodoro y se estableció en Edesa. Gregorio parece haber estado en Jerusalén durante el Siege of Jerusalem por las fuerzas restantes de la Primera Cruzada en 1099.
En 1103, tras muchas peticiones, Gregorio II aceptó finalmente la invitación de Basilio el Ladrón para trasladar su residencia a Rapan, en las cercanías de la ciudad de Cheson, para pasar sus últimos años. Cuando abandonó su monasterio de Tarso, se llevó consigo a los pupilos Gregorio III de Cilicia y Nerses IV el Agraciado, en quienes reconoció una futura grandeza. Confió a los dos preadolescentes al cuidado de su sobrino y lugarteniente Parsegh, así como a su anfitrión Kogh Vasil, y declaró que a su muerte Parsegh sería nombrado Catholicos y tras él seguiría el joven Gregorio. Murió poco después, el 3 de junio de 1105, y fue enterrado en el monasterio de Karmir (Karmir significa rojo) en Rapan, cerca de Cheson.